# Schwarzberghorn
Lo Schwarzberghorn (3.609 m s.l.m.) è una montagna del Gruppo del Monte Rosa nelle Alpi Pennine situato sul confine tra l'Italia e la Svizzera.

## Caratteristiche
La montagna costituisce il punto da cui si diramano tre valli: verso nord la Mattertal e la Saastal e verso sud la Valle Anzasca. Dalla montagna verso nord parte la cresta di vette che formano il Massiccio del Mischabel.
Sul versante italiano, poco sotto la vetta, si trova il Bivacco Città di Luino.